# Nedre Bleriken (Vilhelmina socken, Lappland, 721966-151668)
Nedre Bleriken är en sjö i Vilhelmina kommun i Lappland och ingår i Ångermanälvens huvudavrinningsområde. Sjön har en area på 0,281 kvadratkilometer och ligger 436,2 meter över havet. Sjön avvattnas av vattendraget Matskanån.

## Delavrinningsområde
Nedre Bleriken ingår i det delavrinningsområde (721927-151576) som SMHI kallar för Utloppet av Nedre Bleriken. Medelhöjden är 481 meter över havet och ytan är 3,01 kvadratkilometer. Räknas de 44 avrinningsområdena uppströms in blir den ackumulerade arean 176,53 kvadratkilometer. Matskanån som avvattnar avrinningsområdet har biflödesordning 3, vilket innebär att vattnet flödar genom totalt 3 vattendrag innan det når havet efter 373 kilometer. Avrinningsområdet består mestadels av skog (91 procent). Avrinningsområdet har 0,28 kvadratkilometer vattenytor vilket ger det en sjöprocent på 9,3 procent.